# Золотой орёл (кинопремия, 2015)
13-я церемония вручения наград премии «Золотой орёл» за заслуги в области российского кинематографа и телевидения за 2014 год состоялась 23 января 2015 года в первом павильоне киноконцерна «Мосфильм». Номинанты в двадцати категориях были объявлены 27 декабря 2014 года.
Ведущие — Дарья Златопольская и Юрий Стоянов.

## Список лауреатов и номинантов
• Победители выделены отдельным цветом. 
| Категории                                                                                   | Лауреаты и номинанты |
| ------------------------------------------------------------------------------------------- | --- |
| Лучший игровой фильм                                                                        | • Солнечный удар (режиссёр: Никита Михалков, продюсеры: Леонид Верещагин, Никита Михалков)                                       |
| Лучший игровой фильм                                                                        | • Белые ночи почтальона Алексея Тряпицына (режиссёр и продюсер: Андрей Кончаловский)                                             |
| Лучший игровой фильм                                                                        | • Звезда (режиссёр: Анна Меликян, продюсеры: Рубен Дишдишян, Анна Меликян)                                                       |
| Лучший игровой фильм                                                                        | • Левиафан (режиссёр: Андрей Звягинцев, продюсеры: Александр Роднянский, Сергей Мелькумов)                                       |
| Лучший игровой фильм                                                                        | • Weekend (режиссёр: Станислав Говорухин, продюсеры: Станислав Говорухин, Екатерина Маскина)                                     |
| Лучший телефильм или мини-сериал (до 10 серий включительно) (Награды вручал Сергей Снежкин) | • Бесы (режиссёр: Владимир Хотиненко, продюсеры: Сергей Мелькумов, Александр Роднянский, Антон Златопольский, Екатерина Ефанова) |
| Лучший телефильм или мини-сериал (до 10 серий включительно) (Награды вручал Сергей Снежкин) | • Гетеры майора Соколова (режиссёр: Бахтиер Худойназаров, продюсеры: Рубен Дишдишян, Арам Мовсесян)                              |
| Лучший телефильм или мини-сериал (до 10 серий включительно) (Награды вручал Сергей Снежкин) | • Крик совы (режиссёр: Олег Погодин, продюсеры: Олег Газе, Дмитрий Черкасов)                                                     |
| Лучший телевизионный сериал (более 10 серий)                                                | • Оттепель (режиссёр и продюсер: Валерий Тодоровский)                                                                            |
| Лучший телевизионный сериал (более 10 серий)                                                | • Куприн (режиссёры: Андрей Малюков, Влад Фурман, Андрей Эшпай, продюсеры: Константин Эрнст, Денис Евстигнеев)                   |
| Лучший телевизионный сериал (более 10 серий)                                                | • Станица (режиссёр: Владимир Шевельков, продюсер: Игорь Толстунов)                                                              |
| Лучший неигровой фильм                                                                      | • Янковский (режиссёр: Аркадий Коган)                                                                                            |
| Лучший неигровой фильм                                                                      | • Беслан. Память (режиссёр: Вадим Цаликов)                                                                                       |
| Лучший неигровой фильм                                                                      | • Лев Толстой и Илья Гинзбург: Двойной портрет на фоне эпохи (режиссёр: Галина Евтушенко)                                        |
| Лучший анимационный фильм (Награду вручала Алиса Гребенщикова)                              | • Иван Царевич и Серый Волк 2 (режиссёр: Владимир Торопчин)                                                                      |
| Лучший анимационный фильм (Награду вручала Алиса Гребенщикова)                              | • Белка и Стрелка. Лунные приключения (режиссёры: Александр Храмцов, Инна Евланникова, Вадим Сотсков)                            |
| Лучший анимационный фильм (Награду вручала Алиса Гребенщикова)                              | • Фредерик Шопен (режиссёр: Ирина Кодюкова)                                                                                      |
| Лучшая режиссёрская работа (Награду вручал Олег Табаков)                                    | • Андрей Звягинцев — «Левиафан»                                                                                                  |
| Лучшая режиссёрская работа (Награду вручал Олег Табаков)                                    | • Андрей Кончаловский — «Белые ночи почтальона Алексея Тряпицына»                                                                |
| Лучшая режиссёрская работа (Награду вручал Олег Табаков)                                    | • Никита Михалков — «Солнечный удар»                                                                                             |
| Лучший сценарий                                                                             | • Андрей Кончаловский, Елена Киселёва — «Белые ночи почтальона Алексея Тряпицына»                                                |
| Лучший сценарий                                                                             | • Станислав Говорухин — «Weekend»                                                                                                |
| Лучший сценарий                                                                             | • Олег Негин, Андрей Звягинцев — «Левиафан»                                                                                      |
| Лучшая мужская роль в кино                                                                  | • Александр Збруев — «Кино про Алексеева»                                                                                        |
| Лучшая мужская роль в кино                                                                  | • Максим Матвеев — «Weekend» |
| Лучшая мужская роль в кино                                                                  | • Алексей Серебряков — «Левиафан»                                                                                                |
| Лучшая женская роль в кино                                                                  | • Елена Лядова — «Левиафан» |
| Лучшая женская роль в кино                                                                  | • Дарья Мороз — «Дурак» |
| Лучшая женская роль в кино                                                                  | • Юлия Пересильд — «Weekend» |
| Лучшая мужская роль второго плана                                                           | • Роман Мадянов — «Левиафан» |
| Лучшая мужская роль второго плана                                                           | • Владимир Ильин — «Поддубный»                                                                                                   |
| Лучшая мужская роль второго плана                                                           | • Виктор Сухоруков — «Weekend»                                                                                                   |
| Лучшая женская роль второго плана                                                           | • Северия Янушаускайте — «Звезда»                                                                                                |
| Лучшая женская роль второго плана                                                           | • Екатерина Гусева — «Weekend»                                                                                                   |
| Лучшая женская роль второго плана                                                           | • Евгения Добровольская — «На дне»                                                                                               |
| Лучшая мужская роль на телевидении                                                          | • Евгений Цыганов — «Оттепель» (за роль Виктора Хрусталёва)                                                                      |
| Лучшая мужская роль на телевидении                                                          | • Сергей Пускепалис — «Крик совы»                                                                                                |
| Лучшая мужская роль на телевидении                                                          | • Александр Яценко — «Оттепель» (за роль Егора Мячина)                                                                           |
| Лучшая женская роль на телевидении                                                          | • Виктория Исакова — «Оттепель» (за роль Инги Хрусталёвой)                                                                       |
| Лучшая женская роль на телевидении                                                          | • Мария Миронова — «Крик совы»                                                                                                   |
| Лучшая женская роль на телевидении                                                          | • Анна Чиповская — «Оттепель» (за роль Марьяны Пичугиной)                                                                        |
| Лучшая операторская работа                                                                  | • Владислав Опельянц — «Солнечный удар»                                                                                          |
| Лучшая операторская работа                                                                  | • Юрий Клименко — «Weekend» |
| Лучшая операторская работа                                                                  | • Михаил Кричман — «Левиафан» |
| Лучшая работа художника-постановщика                                                        | • Валентин Гидулянов — «Солнечный удар»                                                                                          |
| Лучшая работа художника-постановщика                                                        | • Андрей Понкратов — «Левиафан»                                                                                                  |
| Лучшая работа художника-постановщика                                                        | • Григорий Пушкин — «Поддубный»                                                                                                  |
| Лучшая работа художника по костюмам                                                         | • Сергей Стручев — «Солнечный удар»                                                                                              |
| Лучшая работа художника по костюмам                                                         | • Людмила Гаинцева — «Шагал — Малевич»                                                                                           |
| Лучшая работа художника по костюмам                                                         | • Наталья Дзюбенко — «Поддубный»                                                                                                 |
| Лучшая музыка к фильму                                                                      | • Эдуард Артемьев — «Солнечный удар»                                                                                             |
| Лучшая музыка к фильму                                                                      | • Эдуард Артемьев — «Белые ночи почтальона Алексея Тряпицына»                                                                    |
| Лучшая музыка к фильму                                                                      | • Артём Васильев — «Weekend» |
| Лучший монтаж фильма                                                                        | • Анна Масс — «Левиафан» |
| Лучший монтаж фильма                                                                        | • Пётр Зеленов — «Вий» |
| Лучший монтаж фильма                                                                        | • Вера Круглова — «Weekend» |
| Лучшая работа звукорежиссёра                                                                | • Олег Урусов — «Weekend» |
| Лучшая работа звукорежиссёра                                                                | • Кирилл Василенко — «Звезда» |
| Лучшая работа звукорежиссёра                                                                | • Андрей Дергачев — «Левиафан»                                                                                                   |
| Лучший зарубежный фильм в российском прокате                                                | • Отель «Гранд Будапешт» / The Grand Budapest Hotel (США, Германия, Великобритания) — прокатчик: «Fox»                           |
| Лучший зарубежный фильм в российском прокате                                                | • Волк с Уолл-стрит / The Wolf of Wall Street (США) — прокатчик: «West»                                                          |
| Лучший зарубежный фильм в российском прокате                                                | • Жизнь Адель / La vie d’Adèle (Франция) — прокатчик: «Кино без границ»                                                          |

### Специальные награды
- Иван Твердовский — «Класс коррекции» — за искренность!
- Станислав Говорухин — за вклад в развитие кинематографа